# Brabantica
Brabantica est une collection d'ouvrages, fondée par François de Cacamp, et publiée de 1956 à 1971. Elle était consacrée aux généalogies de familles originaires de l'ancien duché de Brabant, partagé actuellement entre le royaume des Pays-Bas et le royaume de Belgique.

## Description
Cette collection,, d'ouvrages de références, dont François de Cacamp était le créateur, avait été divisée en deux parties, la première pour les généalogies et articles sans rapport entre eux, la seconde plus précisément sur les généalogies des Sept Lignages de Bruxelles.
La première partie comporte 10 tomes (de I à X) et la seconde, centrée sur les Lignages de Bruxelles, en comporte 9 (de II à X).
Les neuf tomes de la deuxième partie ont été réimprimés en 1972 et, avec l'ajout d'une réimpression des pages consacrées aux Lignages de Bruxelles parues dans le tome I, ils ont été édités en trois volumes sous couverture verte.
La collection complète de ces ouvrages contient notamment (de manière non exhaustive) :
- Tome I (1956) : Orientation pour des recherches généalogiques aux Archives de la ville de Bruxelles ; Généalogie de la famille Chauffoureau ; Éléments pour une généalogie de la famille Le Ghein ; Une branche de la famille Godfriaux ; Généalogie de la famille Moyensone dite van Anderlecht ; Généalogie de la famille de Poplimont (Poplemont, Popelmonde, etc.) ; Généalogie de la famille Ruytinx ; Généalogie de la famille Taymans ; La fin d'une controverse généalogique : vie et descendance de François Buisseret ; Note sur les Lignages de Bruxelles en 1376 ; Un épitaphier ancien de Tirlemont ; Un crayon généalogique de la famille Steyls ; Otages et Emigrés de Bruxelles et de Brabant au temps de "Ça ira" ; Vers une plus ample connaissance de l'auteur de Manneken-Pis : Jérôme du Quesnoy le vieux ; etc.
- Tome II, première partie, (1957) : La famille Bauwens, de Nodebais, et sa descendance ; Brabantse tak van het Haspengouws geslacht Bormans ; Généalogie de la famille de Brabant, de Perwez ; Généalogie de la famille Marsille ; Oude Brabantse Geslachten : Van Overstraeten ; Les Wilmet, de Baisy-Thy ; Deux familles d'imprimeurs brabançons : les Velpius et les Anthoine-Velpius, 1545 à 1689 ; Liste des échevins louvanistes jusqu'en 1400 ; etc.
- Tome II, deuxième partie : Généalogie des familles inscrites au lignage de Coudenberg en 1376 d'après le Liber familiarum de Jean-Baptiste Houwaert ; Notes sur les Lignages de Bruxelles en 1376 (suite),
- Tome III, première partie (1958) : Généalogie de la famille Bouvier. Branche de Hottomont-Boneffe ; Brabantse tak van het Haspengouws geslacht Bormans (vervolg) ; Les Brion, du Brabant wallon ; Liste des échevins de Bruxelles depuis leurs premières mentions jusqu'en 1306 ; Note héraldique sur différentes familles van Goetsenhoven ; Van der Nederalphene ; Deux familles d'imprimeurs brabançons : les Mommaert et les Fricx (1585 à 1777) ; Een admissie- en eedboek van de Adellijke Geslachten van Leuven ; etc.
- Tome III, deuxième partie (1958) : Généalogie des familles inscrites au lignage t'Serhuyghs en 1376 d'après le Liber familiarum de Jean-Baptiste Houwaert ; Note sur les Lignages de Bruxelles en 1376 (suite),
- Tome IV, première partie (1959) : Le dernier roi d'armes Beydaels et sa famille ; Les Cattoir, à Gand et à Bruxelles (1545 - 1958) ; Lijst van de Meesters, Meesteressen en Zusters van het Groot Gasthuis van Leuven ; Armoiries brabançonnes médiévales d'après des sources inédites ; Généalogie des Delfosse de Sart-Risbart et Incourt ; Généalogie de la famille Vander Borcht ; etc.
- Tome IV, deuxième partie (1959) : Généalogie des familles inscrites au lignage Sleeus en 1376 d'après le Liber familiarum de Jean-Baptiste Houwaert ; Note sur les Lignages de Bruxelles en 1376 (suite),
- Tome V, première partie (1960) : La Noblesse en Brabant du XIe au XIIIe siècle, la famille d'Aa, la famille de Bierbais ; Le dernier roi d'armes Beydaels et sa famille (suite et fin) ; Armoiries brabançonnes médiévales d'après des sources inédites (suite et fin) ; L'origine ardennaise des Crevecoeur brabançons ; Étude généalogique sur la famille de Buisseret en Thudinie et en Brabant ; Oude Geslachten tussen Zenne en Zoniën : De Haese ; Recherches généalogiques sur les Du Rieu en Brabant wallon occidental ; Les prétendus descendants belges de Damien a Goës ; etc.
- Tome V, deuxième partie (1960) : Généalogie des familles inscrites au lignage Sweerts en 1376 d'après le Liber familiarum et les autres manuscrits de Jean-Baptiste Houwaert ; Note sur les Lignages de Bruxelles en 1376 (suite),
- Tome VI, première partie (1962) : Comment s'établissait au XVIIIe siècle le dossier d'une admission aux Lignages de Bruxelles, le cas de Martinus Robyns et de Michael Sagermans ; Étude sur les Hulet en Brabant wallon ; Un Bruxellois dernier margrave d'Anvers. Albert d'Eesbeke dit van der Haeghen ; Vieilles familles du Pays de Gaasbeek : Van Lathem, Ghysels ; Quelques Jonart brabançons ; Études d'héraldique comparée (Fleurs de Lys) ; La Noblesse en Brabant du XIe au XIIIe siècle, la famille de Crainhem, la famille de Dongelberg ; etc.
- Tome VI, deuxième partie (1962) : Généalogie des familles inscrites au lignage Steenweegs en 1376 d'après les travaux de Jean-Baptiste Houwaert et les sources originales ;
- Tome VII, première partie (1964) : Meiseniers van Gaasbeek ; Vieilles familles du Pays de Gaasbeek : Galmart ; Matériaux pour l'histoire de quelques familles jodoignoises : Le Gorlier, De la Bonne Maison ; Un compte du Serhuyghskintssteen pour l'année 1517 et ses implications ; Héraldique tirlemontoise, les prévôts de la confrérie de Saint-Maur ; Les recensements de population en Brabant au XVIIe et XVIIIe siècles ; etc.
- Tome VII, deuxième partie (1964) : Généalogie des familles inscrites au lignage Steenweegs en 1376 d'après les travaux de Jean-Baptiste Houwaert et les sources originales ; Note sur les Lignages de Bruxelles en 1376 (suite),
- Tome VIII, première partie (1966) : Les Opdenbergh, de Hoeilaart ; Note sur d'anciens peintres bruxellois : Pierre van de Plas, Adrien François Boudewyns ; Un compte du Serhuyghskintssteen pour l'année 1517 et ses implications (suite) ; Armorial des vassaux du comte Henri de Nassau ; Les Bouvier ; Les Colnet, maîtres verriers en Brabant wallon ; Les Glimes dits Del Pierre ; Le Château de Wolvendael à Brussegem et ses maîtres successifs ; etc.
- Tome VIII, deuxième partie (1966) : Généalogie des familles inscrites au lignage t'Serroelofs en 1376 d'après les travaux de Jean-Baptiste Houwaert et les sources originales,
- Tome IX, première partie (1968) : Généalogie de la famille de Chentinnes ; Notes sur d'anciens artistes bruxellois (Coxcie, Servaes de Coulx) ; Recherches sur les Collart en Hesbaye brabançonne ; L'Hôtel de Callenberg (1526 - 1777) ; La descendance de Jacques Van de Nesse, greffier et échevin de la franchise d'Overyssche ; Quelques œuvres relatives à la famille van der Noot au XVe siècle ; Brabantse Pachthoven, molens en brouwerijen, afspanningen en herbergen met hun eigenaar en bewoners ; Les Salaerts dits de Doncker ; Vieilles familles d'entre Senne et Soignes : Everaerts ;
- Tome IX, deuxième partie (1968) : Note sur les Lignages de Bruxelles en 1376 (suite) ; Généalogie des familles inscrites au Lignage de Bruxelles en 1376 d'après les travaux de Jean-Baptiste Houwaert et les sources originales, chapitres complémentaires, Eggloy, Van Buyseghem dit Buys ;
- Tome X, première partie (1971) : Vieilles familles du Pays de Gaasbeek, Van Volxem ; De Lantwijck, essai d'une généalogie de cette famille du XVe au XVIIIe siècle ; Les Maghe de l'ancien Brabant ; etc.
- Tome X, deuxième partie (1971) : Lignages de Bruxelles : Van Ophem, De Riddere dit van Scavey ; Corrigenda et addenda ; Quelques conclusions ; etc.

Cette rare collection - les volumes furent généralement tirés à 500 exemplaires - n’apparaît que très peu souvent dans les ventes publiques ou chez les libraires de livres anciens, mais plusieurs bibliothèques publiques en possèdent une collection complète, notamment la KBR ou la bibliothèque des Archives de la Ville de Bruxelles, mais également le SCGD ou encore l'Office généalogique et héraldique de Belgique. Les tomes de la deuxième partie, relatifs aux Lignages de Bruxelles, qui ont fait l'objet d'un second tirage en 1972, sont également fort recherchés.